# Oediceros saginatus
Oediceros saginatus is een vlokreeftensoort uit de familie van de Oedicerotidae. De wetenschappelijke naam van de soort is voor het eerst geldig gepubliceerd in 1842 door Krøyer.